# Patty Shepard
Patricia Moran Shepard (1 d'octubre de 1945 - 3 de gener de 2013) va ser una actriy de cinema estatunidenca establert a Madrid. Va aparèixer en més de cinquanta pel·lícules espanyoles, italianes i franceses des dels anys 60 fins als 80, sobretot diverses pel·lícules de culte i pel·lícules de terror.

## Primers anys
Shepard va néixer a Greenville (Carolina del Sud), l'any 1945. Va arribar per primera vegada a Espanya amb el seu pare, el general de brigada de la Força Aèria Leland C. Shepard Jr., que estava estacionat a la base aèria de Torrejón de Ardoz. Es va traslladar a Madrid el 1963 per cursar estudis de filosofia. Tanmateix, aviat va començar a model·lar i a aparèixer en anuncis de televisió espanyols, inclosa una campanya per a una marca de brandi. Els papers d'actuació serien cada cop més seriosos i va romandre a Espanya la resta de la seva vida.

## Carrera
Els seus primers crèdits televisius els van portar a un petit paper de debut cinematogràfic a La ciudad no es para mí el 1966, que va iniciar la seva carrera cinematogràfica. Va aparèixer en més de cinquanta pel·lícules a Espanya i Itàlia durant els vint anys següents, abans de retirar-se el 1988.
Shepard va interpretar la comtessa vampira a l'emblemàtica pel·lícula de Paul Naschy del 1970, La noche de Walpurgis (la pel·lícula a la qual se li atribueix l'impuls de tota la indústria cinematogràfica de terror espanyola dels anys setanta). També va interpretar el paper principal a La tumba de la isla maldita i un giallo italià de 1972 anomenat Mio caro assassino.Va tornar breument al gènere de terror el 1987 amb pel·lícules com Slugs i Al filo del hacha, després es va retirar el 1988. 43 anys.

## Vida personal
Shepard es va casar amb l'actor espanyol Manuel de Blas el 1967; la parella s'havia conegut mentre filmava la pel·lícula de 1967, Cita en Navarra. Encara estaven casats 46 anys més tard en el moment de la seva mort.
La seva germana petita Judith Chapman és una actriu de televisió als Estats Units i va tenir papers a S'ha escrit un crim i The Young and the Restless.

## Mort
Shepard va morir d'un atac de cor a casa seva a Madrid, Espanya, el 3 de gener de 2013, als 67 anys.

## Filmografia
- La ciudad no es para mí (1966)
- Cita en Navarra (1967)
- Lucky, el intrépido (1967)
- El dedo del destino (1967)
- Sharon vestida de rojo (1968)
- Tinto con amor (1968)
- Cruzada en la mar (1968)
- Las panteras se comen a los ricos (1969)
- ¿Por qué te engaña tu marido? (1969)
- Carola de día, Carola de noche (1969)
- Un, dos, tres, al escondite inglés (1969)
- Saranda (1970)
- Las siete vidas del gato (1970)
- Los monstruos del terror (1970)
- Después de los nueve meses (1970)
- Golpe de mano (1970)
- Escalofrío diabólico (1971)
- El techo de cristal (1971)
- La noche de Walpurgis (1971)
- A mí las mujeres ni fu ni fa (1971)
- Les pétroleuses (1971)
- El monte de las brujas (1972)
- Timanfaya (1972)
- Mio caro assassino (1972)
- La casa sin fronteras (1972)
- Samrtno prolece (1973)
- El asesino está entre los trece (1973)
- La curiosa (1973)
- La tumba de la isla maldita (1973)
- Un hombre llamado Noon (1973)
- Un casto varón español (1973)
- Ella (1973)
- La violentas (1974)
- El refugio del miedo (1974)
- El talón de Aquiles (1974)
- Là dove non batte il sole (1974)
- La chica de Via Condotti (1974)
- Y si no, nos enfadamos (1974)
- El quinto jinete - episodi 10 - La renta espectral (1975)
- La ciutat cremada (1976)
- Curro Jiménez (1977)
- Todos me llaman 'Gato' (1980)
- Los diablos del mar (1982)
- Banter (1986)
- Descanse en piezas (1987)
- Slugs, muerte viscosa (1988)
- Al filo del hacha (1988)